# تصوير ومضاني صفراوي
تصوير ومضاني صفراوي (بالإنجليزية: Cholescintigraphy)‏ هو تصوير ومضي للسبيل الصفراوي الكبدي والذي يتضمن المرارة والقنوات الصفراوية. الصُور الناتجة عن هذه الطريقة تُسمى وميضة الجهاز الصفراوي (cholescintigram)، كما يُطلق عليها تسمياتٌ أخرى اعتمادًا على المُتتبع المشع المُستخدم. التصوير الومضاني الصفراوي هو نوعٌ من إجراءات الطب النووي، حيثُ تساعد في تقييم صحة ووظيفة المرارة والجهاز الصفراوي. يُحقن متتبع مشع عبر الوريد ليسمح بدورانه إلى الكبد حيثُ يُطلق إلى قناة الصفراء ثُم يخزن في المرارة، حتى إطلاقه إلى الاثنا عشر.